# Dye Sprancke
Dye Sprancke is een korenmolen aan de Oudestraat in Sprang. Het is een gesloten standerdmolen uit oorspronkelijk 1747. De molen is gedekt met dakleer en heeft een vlucht van 26 meter. Op 4 april 1855 brandde de molen van Sprang af en werd de huidige molen uit Vrijhoeve-Capelle ter vervanging aangekocht. De bovenas van de molen die bij de herbouw is gebruikt, is gemaakt bij de Nederlandsche Stoomboot Maatschappij (NSbM) Fyenoord. In 1958 werd de molen eigendom van de toenmalige gemeente Sprang-Capelle. De molen is sindsdien diverse malen gerestaureerd en is maalvaardig. Er wordt op vrijwillige basis graan gemalen voor consumptiemeel.
Dye Spranke is eigendom van de gemeente Waalwijk en heeft de status rijksmonument. De molen is te bezichtigen op zaterdag van 13:00 tot 17:00 en als de molen draait.

## Fotogalerij

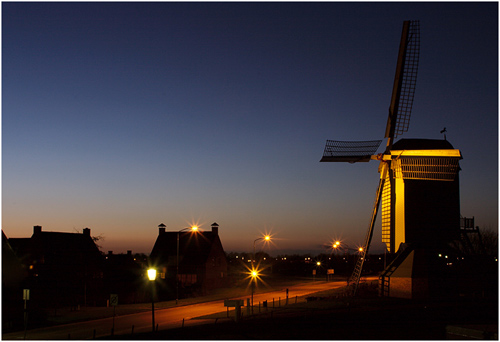
De molen bij avond
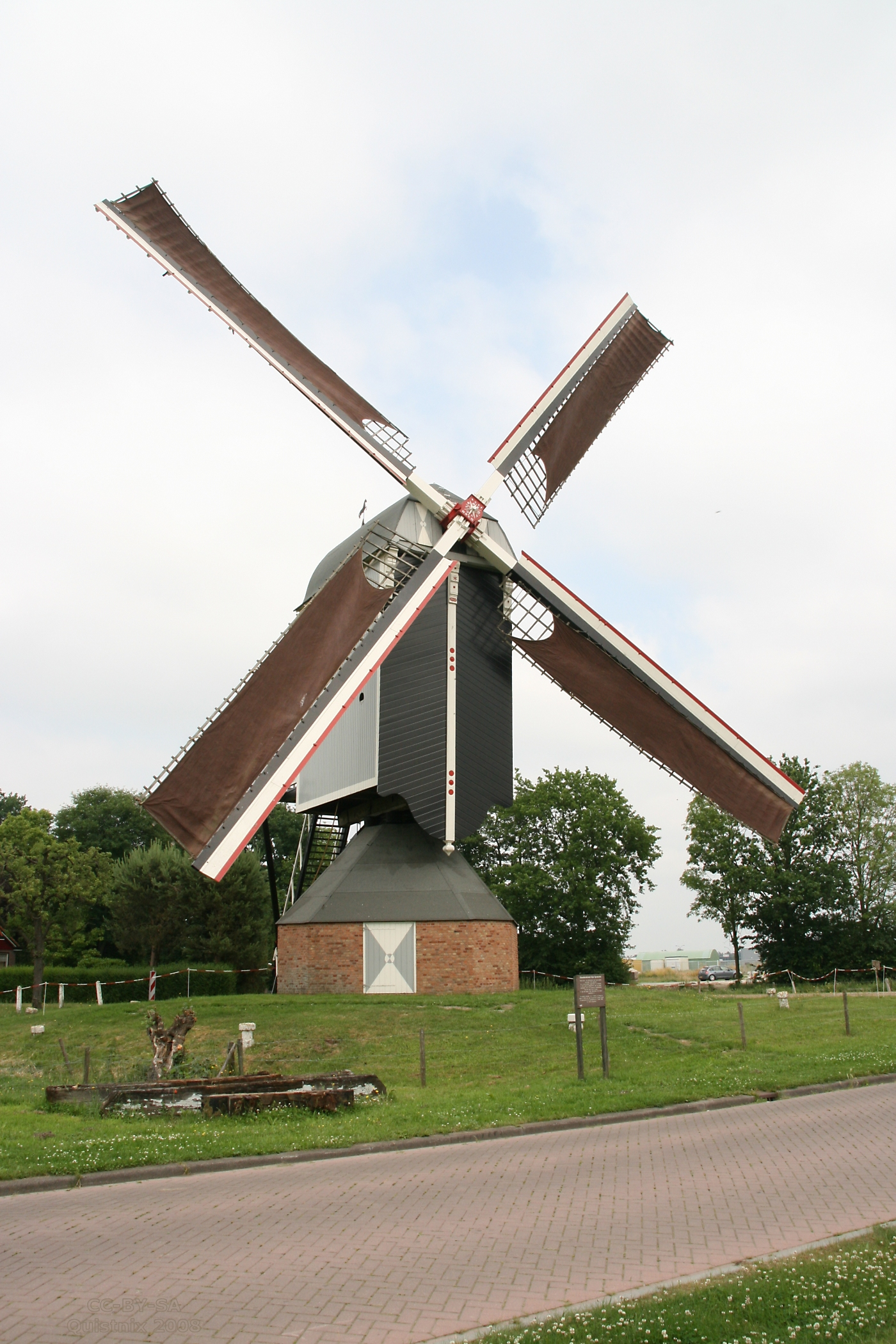
Draaiend, met zeilen
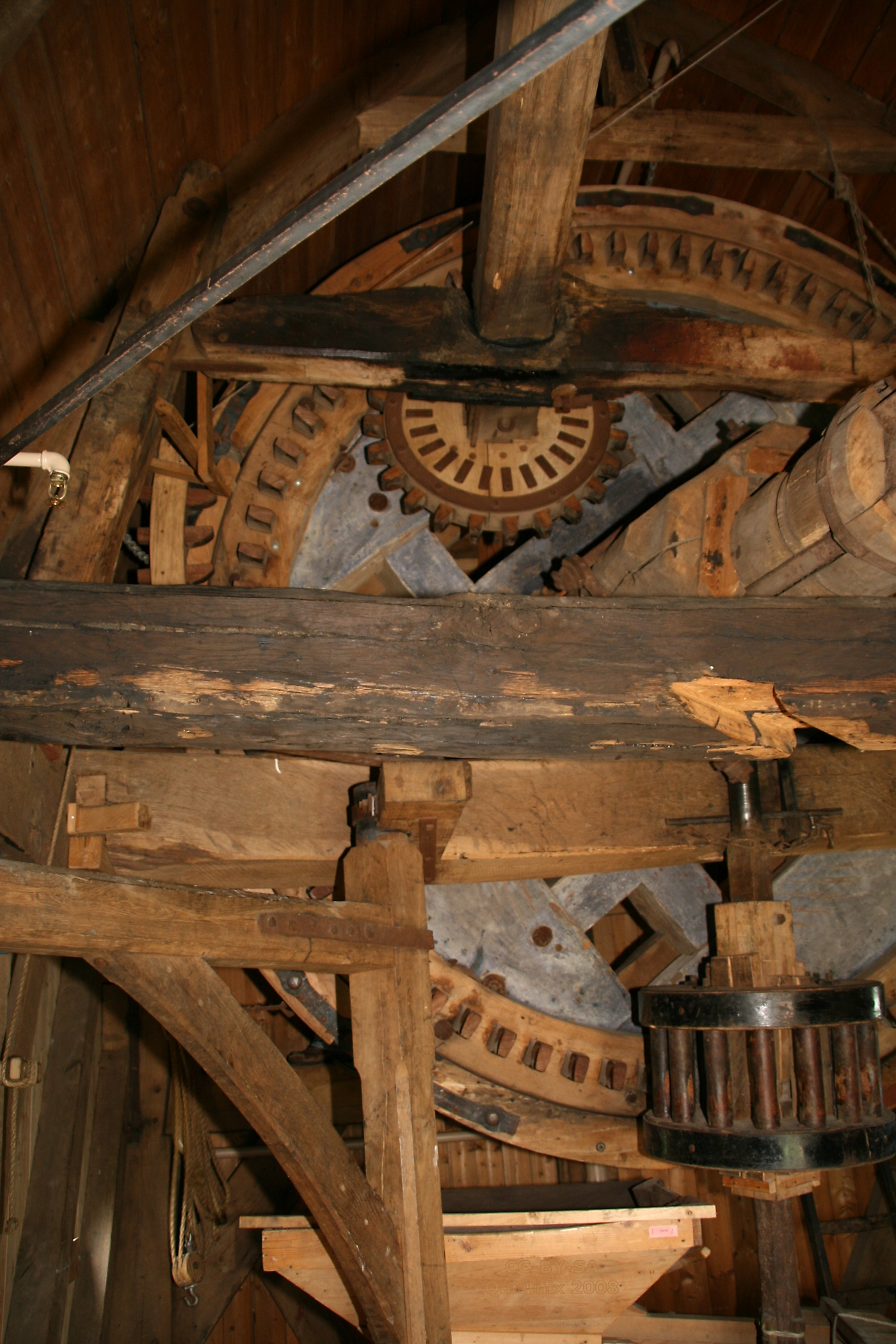
Bovenwiel met varkenswiel ten behoeve van luiwerk, vang, pal en steenrondsel